# Снежана
Снежа́на, реже Снежа́нна (означает снежная от слова снег и суффикса -ана) — славянское женское имя. Имеет южнославянское происхождение, перешедшее в другие языки, в том числе в русский и украинский.
Имя Снежана стало известным в XX веке. По мнению А. В. Суперанской, в болгарском языке имя происходит из Снежанка, как перевод из немецкого Schneewittchen названия снегурочки. Однако по версии болгарских и сербских ономастов, в болгарском и сербском языках это тот же перевод, но в значении Белоснежка. Возможна переделка Снежаны из болгарского имени Снежина.

## Иноязычные варианты
- болг. Снежана[7]
- серб. Сњежана[8]
- словен. Sneža, Sneška[9]
- укр. Сніжана[3]
- хорв. Snežana, Snježana[10]
- поль. Śnieżka